# Тимельовець білочеревий
Тимельове́ць білочеревий (Pterorhinus caerulatus) — вид горобцеподібних птахів родини Leiothrichidae. Мешкає в Гімалаях.

## Опис
Довжина птаха становить 27-29 см. Верхня частина тіла коричнева, нижня частина тіла білувата, боки сірі, обличчя чорне. Навколо очей плями синьої голої шкіри. На верхній частині голови лускоподібний візерунок.

## Підвиди
Виділяють п'ять підвидів:

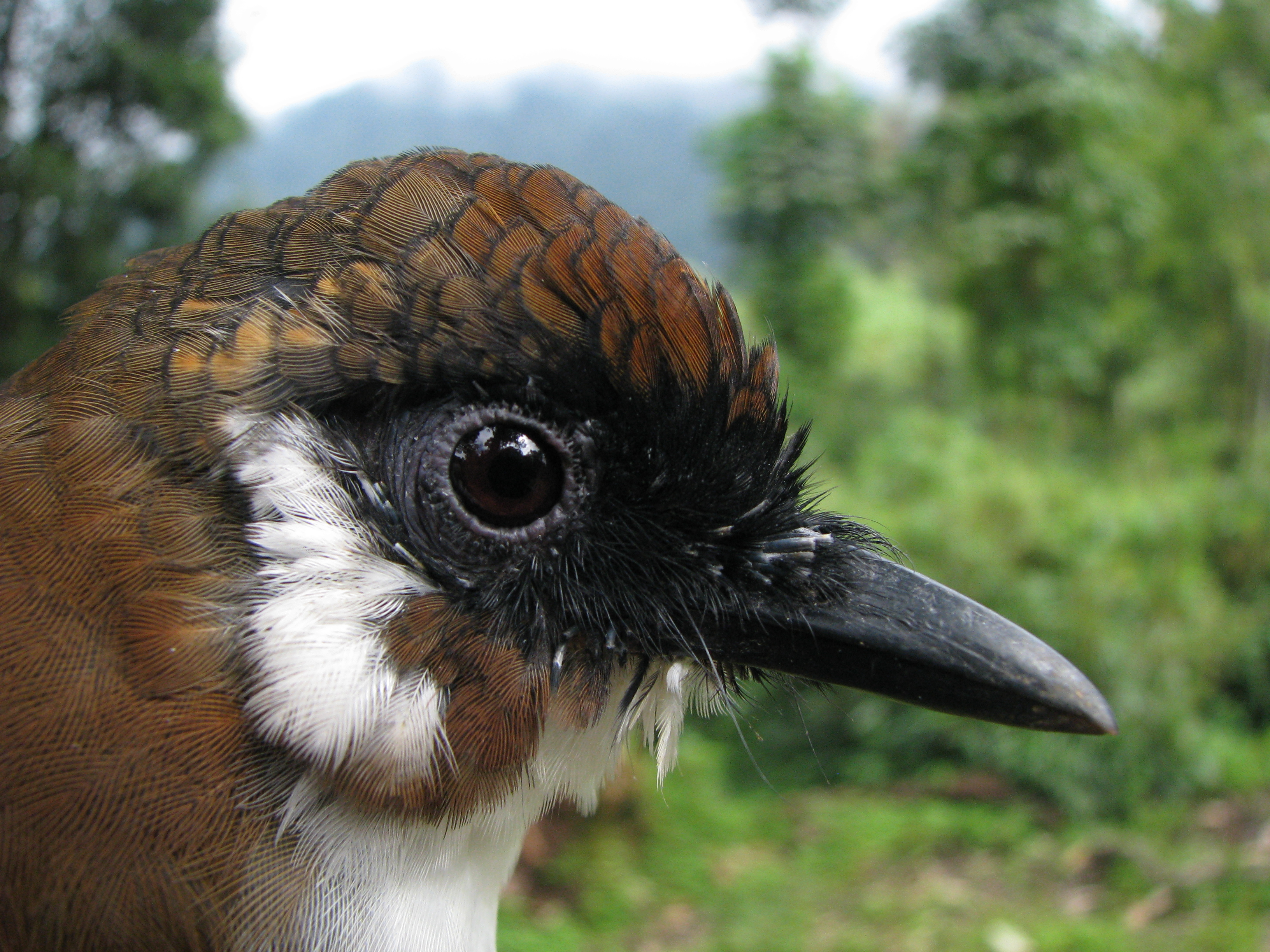
Голова білочеревого тимельовця (Аруначал-Прадеш, Індія)

- P. c. caerulatus (Hodgson, 1836) — східні Гімалаї;
- P. c. subcaerulatus (Hume, 1878) — Мегхалая і південний Ассам (Північно-Східна Індія);
- P. c. livingstoni (Ripley, 1952) — східний Ассам і північно-західна М'янма;
- P. c. kaurensis (Rippon, 1901) — східна М'янма і західний Юньнань;
- P. c. latifrons (Rothschild, 1926) — північно-східна М'янма і північно-західний Юньнань.

## Поширення і екологія
Білочереві тимельовці мешкають в Китаї, М'янмі, Індії, Непалі і Бутані. Були інтродуковані на Гаваях (на острові Оаху). Білочереві тимельовці живуть у вологих гірських тропічних лісах, чагарникових заростях і мангрових лісах. Зустрічаються на висоті від 1065 до 2745 м над рівнем моря в Індії та на висоті від 1600 до 2400 м над рівнем моря в Бутані.

## Поведінка
В негніздовий період білогорлі тимельовці зустрічаються в зграйках від 3 до 15 птахів, іноді у змішаних зграях птахів разом з рудогорлими чагарницями. Живляться ягодами і насінням. Сезон розмноження триває з квітня по липень. Гніздо чашоподібне, розміщується на висоті від 1 до 4 м над землею. В кладці від 2 до 3 яєць. Білочереві тимельовці іноді стають жертвами гніздового паразитизму каштановокрилої зозулі.